# Fayev komet
Fayev  komet  ali Komet Faye (uradna oznaka je 4P/Faye) je periodični komet, ki obkroži Sonce vsakih 7,5 let. Odkril ga je v novembru 1843 Hervé Faye na Observatoriju Pariz.

## Odkritje
Fayev komet so prvič opazili 23. novembra, vendar je slabo vreme onemogočalo njegovo potrditev vse do 25. novembra. Po svetlosti je bil tako slaboten, da je prešel prisončje en mesec pred odkritjem. Gibanje v bližini Zemlje je omogočilo njegovo odkritje. Nemško-ruski astronom Friedrich Georg Wilhelm von Struve je poročal, da je bil komet viden tudi s prostim očesom na koncu novembra. Za manjše daljnoglede pa je bil viden do 10. januarja 1844, za večje pa do 10. aprila 1844.

## Značilnosti in opazovanja
Škotski astronom Thomas James Henderson (1798–1844) je izračunal, da novi komet spada med kratkoperiodične komete z obhodno dobo približno 7,43 let. Francoski astronom in matematik Urbain-Jean Joseph Le Verrier (1811–1877) je izračunal kometovo lego za leto 1851 in predvidel prisončje v aprilu 1851. Komet je našel zelo blizu predvidene lege angleški astronom James Challis (1803–1882).
V letih 1903 in 1918 kometa niso opazili zaradi slabih pogojev za opazovanje. V letu 2006 je dosegel magnitudo 9.